# Arturo Montiel Rojas
Arturo Montiel Rojas, ou Arturo Montiel, né le 15 octobre 1943 à Atlacomulco, est un homme politique mexicain membre du Parti révolutionnaire institutionnel. 
Il a été le gouverneur de l'État de Mexico de 1999 à 2005. Il est l'oncle et le parrain politique de son successeur à ce poste, Enrique Peña Nieto, président du Mexique de 2012 à 2018.